# 陳國治
陳國治（Michael Chan；1951年—），加拿大安大略省政治人物，2022年起任職約克區議會議員，在該會中代表萬錦市，兼任萬錦市副市長。他曾於2007年-18年間以安大略自由黨黨員身份任省議員，先後代表萬錦選區及萬錦—於人村選區，在麥堅迪及韋恩執政期間期間曾先後出任安省稅務廳長、旅遊及文化廳長、2015年泛美運動會事務廳長、公民及移民廳長和國際貿易廳長，為該省歷來第二位華裔内閣廳長。陳國治曾任旺市米勒湯森律師事務所高級商業顧問，亦為塞內加學院的董事局成員。

## 背景
陳國治於广州出生，父親為國民黨官員。國共内戰後一家先後遷居澳門和香港。1969年，18歲的陳國治移居加拿大。移居加拿大後，陳國治與中國大陸依然保持着緊密的聯繫：根據一篇於2008年由新华社進行的訪問，陳國治在1980年代初期曾頻密地訪問中國大陸超過70次。他對記者說：「嚴格來說，我是個加拿大人，但我時常都關注我在文化上的根源。所以我很關心中國的事務。」
陳國治在加拿大從事保險業，1995年起居於安大略省萬錦市，曾任聯邦自由黨萬錦選區協會主席，協助該區時任國會議員麥家廉。

## 政治生涯
安大略省省議會萬錦選區議員黃志華為參與約克區區議會選舉而於2006年辭去其議席後，陳國治於2007年2月8日舉行的補選代表安省自由黨競選該議席，並壓倒進步保守黨候選人袁海耀贏得該議席。他於同年2月21日獲安大略省省長麥堅迪委任入内閣，成為自1993年時任省長李博精簡内閣架構後首位省稅務廳長。
萬錦選區改組成萬錦—於人村選區後，陳國治於2007年10月舉行的安省大選中在該選區順利連任省議員，並調任省公民及移民廳長，再於2010年1月調任省旅遊及文化廳長。在2011年10月舉行的省選中，他再度連任，並留任省旅遊及文化廳長一職，再於2012年11月加任2015年泛美運動會事務廳長，並從同月至2013年2月之間短暫復任公民及移民廳長。他於2014年6月省選中順利連任，同月在新組成的内閣中調回公民、移民及國際貿易廳長職位。
省長韋恩於2016年6月改組內閣，分拆公民及移民廳長和國際貿易廳長職務，陳國治留任國際貿易廳長。2018年4月，他宣布以個人健康為由，決定不會在同年6月舉行的省選中競逐連任省議員。
2019年香港反修例運動中，陳國治譴責抗議者，並表態支持香港特別行政區政府。他指抗議活動的主要原因源於「外國」勢力挑動。有部份來自香港人士將此舉描述為「虛偽」和出於「政治動機」，並不滿意他這次表態。
2022年8月，陳國治註冊為萬錦市的約克區區域議員候選人。他於同年10月地方選舉中當選萬錦市四名約克區域議員之一，同時出任萬錦市議員，並因在約克區域議員選舉中得票最高而兼任萬錦市副市長。

## 外部連結
- Michael Chan's official MPP Site－安大略省省議員陳國治官方網站
- 安大略省自由黨官方網站 陳國治簡介